# Alto Sihualaya
Alto Sihualaya ist eine Ortschaft im Departamento La Paz im Hochland des südamerikanischen Andenstaates Bolivien.

## Lage im Nahraum
Alto Sihualaya liegt in der Provinz Manco Kapac und ist die zweitgrößte Ortschaft im Municipio Tito Yupanqui. Die Ortschaft liegt im östlichen Teil der Copacabana-Halbinsel in einer Höhe von 3922 m oberhalb des Ufers des Wiñaymarka, des südlichen Teils des Titicacasees.

## Geographie
Alto Sihualaya liegt auf dem bolivianischen Altiplano zwischen den Anden-Gebirgsketten der Cordillera Occidental im Westen und der Cordillera Central im Osten. Die Region weist ein ausgeprägtes Tageszeitenklima auf, bei der die mittleren täglichen Temperaturschwankungen deutlicher ausfallen als die mittleren jahreszeitlichen Schwankungen.
Die Jahresdurchschnittstemperatur der Region liegt bei etwa 8 °C (siehe Klimadiagramm Copacabana), die Monatswerte schwanken nur unwesentlich zwischen knapp 6 °C im Juni/Juli und 10 °C im November/Dezember. Der Jahresniederschlag beträgt etwa 700 mm, die Monatsniederschläge liegen zwischen unter 10 mm in den Monaten Juni und Juli und 150 mm im Januar und Februar.

## Verkehrsnetz
Alto Sihualaya liegt in einer Entfernung von 126 Straßenkilometern nordwestlich von La Paz, der Hauptstadt des gleichnamigen Departamentos.
Von La Paz führt die asphaltierte Nationalstraße Ruta 2 in nordwestlicher Richtung über Huarina nach San Pablo de Tiquina am Titicacasee, dort wird die 800 Meter breite Straße von Tiquina mit Booten überquert und führt weiter Richtung Copacabana. Nach sechzehn Kilometern zweigt eine unbefestigte Straße nach Süden ab und erreicht nach knapp zwei Kilometern Alto Sihualaya.

## Bevölkerung
Die Einwohnerzahl der Ortschaft ist in dem Jahrzehnt zwischen den beiden letzten Volkszählungen um mehr als ein Drittel angestiegen:
| Jahr | Einwohner         | Quelle       |
| ---- | ----------------- | ------------ |
| 1992 | keine Detaildaten | Volkszählung |
| 2001 | 378               | Volkszählung |
| 2012 | 525               | Volkszählung |
| 2024 |                   | Volkszählung |

Die Region weist einen hohen Anteil an Aymara-Bevölkerung auf, im Municipio Tito Yupanqui sprechen 98,7 Prozent der Bevölkerung Aymara.